# Shenjiayang
Shenjiayang (kinesiska: 盛家漾) är en sjö i Kina. Den ligger i provinsen Zhejiang, i den östra delen av landet, omkring 94 kilometer norr om provinshuvudstaden Hangzhou. Shenjiayang ligger 2 meter över havet. Arean är 0,80 kvadratkilometer. Trakten runt Shenjiayang består till största delen av jordbruksmark. Den sträcker sig 1,5 kilometer i nord-sydlig riktning, och 1,3 kilometer i öst-västlig riktning.
Genomsnittlig årsnederbörd är 1 542 millimeter. Den regnigaste månaden är juli, med i genomsnitt 268 mm nederbörd, och den torraste är december, med 50 mm nederbörd.